# Liêu Trai (phim truyền hình)
Liêu Trai là phim truyền hình Hồng Kông về các câu chuyện siêu nhiên mà ban đầu được phát sóng vào Jade từ ngày 18 tháng 3 năm 1996 để 1 tháng 5 năm 1998, gồm hai phần với 75 tập phim. Dựa trên một loạt các câu chuyện siêu nhiên nhà văn thời nhà Thanh Bồ Tùng Linh gọi là Câu chuyện kỳ lạ từ một nhà sản xuất phim Trung Quốc, Liêu Trai được sản xuất bởi TVB với dàn diễn viên chủ yếu là các ngôi sao điện ảnh Hồng Kông và Đài Loan.

## Liêu Trai I
Liêu Trai I (聊齋) ban đầu được phát sóng trên Jade mỗi buổi tối các ngày trong tuần từ 18 Tháng Ba - 5 tháng 5 năm 1996, và được sản xuất bởi Lưu Sĩ Dụ và Châu Linh Khang, gồm 35 tập phim. Nó gồm sáu câu chuyện độc lập, chuyển thể từ mười cuốn sách đầu tiên của Bồ Tùng Linh.

### Phần I (tập 1–5)
Part I (流光情劫; "Lưu quang tình kiếp") chuyển thể từ câu chuyện Tiểu thư họ Lỗ (魯公女).
- Ông Gia Minh vai Trương Vu Đan (張於旦)
- Dương Lệ Thanh  vai Lỗ Kim Thể / Lỗ Hàm Châu (魯金采／盧含珠)
- Tào Chúng vai Du Phụng Văn (游鳳紋)
- Trần Gia Huy vai Lộc tam thái tử (鹿王三太子)
- Trần Bội San vai Tiểu Thúy (小翠)
- Hàn Hiến vai Huy Tông đại sư (慧通大師)
- Trần Hồng Liệt vai Bác Thần (沈叔
- Trần Chương Kính vai Lộc Vương (鹿王)
- Toàn Đại long vai Trương Vu Đan 18t (十八歲張於旦)
- Quách Tác Thuần vai Lỗ Thượng thư (戶部)
- Lý Lệ Lệ vai Lỗ phu nhân (戶部夫人)
- Tô Thái vai Lư An (盧安)
- Uông Tạ Phần vai Nhị Hùng (紅兒)
- Thạch Vân vai Huyền Lệnh (縣令)
- Huỳnh Văn Hoa vai Thiểu Tương Quân (少將軍)
- Diệp Gian Qua vai Gia Minh (阿明)
- Diệp Dung vai Gia Chánh (阿政)

### Phần II (tập 6–10)
Part II (俠女田郎; lit. Hiệp nữ Điền lang) chuyển thể từ câu chuyện Điền Thất Lang (田七郎).
- Trương Triệu Huy vai Võ Thường Ưu (武承休)
- Tiền Tiểu Hào vai Điền Thất Lang (田七郎)
- Dương Lệ Thanh vai Lưu Mộc Liên (劉木蓮)
- Lâm Kỳ Hân vai Võ phu nhân (武承休夫人)
- Tào Chúng vai Tố Nguyệt (素月)
- Phùng Hiệu Mẫn vai Trịnh Châu (程菊)
- Ngải Uy vai Lý Ứng (李應)
- La Lan vai Bà điếc
- Lí Quốc Lân vai Lâm Nhị (林二)
- Hoàng Tiểu Long vai Tiểu Ngũ (小五)
- Lương Ngọc Cẩn vai Tô Tô (蘇蘇)
- Trần Toa Lị vai mẹ Điền Thất Lang (田母)
- Trần Hồng Liệt vai Nghiêm Đạo Sinh (嚴道生)
- Quách Chính Hồng vai Nghiêm Hậu (嚴候)
- Hứa Văn Toàn vai Nghiêm Dụng (嚴用)
- Trầh Văn Tuấn vai Ngụy Minh (魏明)
- Vương Vĩ Lương vai Hoàng đế (皇帝)
- Hà Bích Kiên vai Vương Chưởng Quỷ (王掌櫃)
- Tôn Đại Long vai Tương Cửu (蔣九)
- Thiệu Trác Nghiêu vai Ba Lợi (巴利)
- Diệp Dũng vai Ba Lỗ (巴魯)
- Thiết Mạnh Thu vai Vu Công Công

### Phần III (Tập 11–15)
Phần III (古劍幽靈; "dịch: Cổ Kiếm U linh") được chuyển thể từ câu chuyện Kim Sinh Sắc (金生色).
- Ông Gia Minh vai Kim Sinh Sắc (金生色)
- Giang Thục Na vai Tiểu Văn (小雯)
- Lý Mỹ Phụng vai Mộc Nguyệt Cầm (木月琴)
- Quách Chính Hồng vai Mộc Ma Bưu (木麻彪)
- Phùng Tố Ba vai Mộc Phu nhân (木夫人)
- Lý Quốc Lân vai Đổng Quí (董貴)
- Nghệ Uy vai Kim Sinh Quang (金生光)
- Trần Bội San vai Đào Hồng (桃紅)

### Phần IV (Tập 16–20)
Phần IV (狐仙報恩; dịch. "Hồ Tiên báo ân") được chuyển thể từ câu chuyện Tiểu Thúy (小翠).
- La Gia Lương vai Vương Nguyên Phong (王元豐)
- Du Tiểu Phàm vai Tiểu Thúy (小翠)
- Huỳnh Văn Hào vai Vương Quốc Anh (王國英)
- Trần Hồng Liệt vai Vương Thái Thượng (王太常)
- Châu Tinh vai Vương Ngọc Chi (王玉芝)
- Lý Long Cơ vai Mao Tùng Niên (毛松年)
- Hứa Văn Toàn vai Vương Phi (王非)

### Phần V (Tập 21–25)
Phần V (翁婿鬥法; dịch. "Cha con đấu pháp") được chuyển thể từ câu chuyện Trường Đình (長亭).
- Huỳnh Văn Hào vai Thạch Đại Phác
- Du Tiểu Phàm vai Trường Đình
- Lý Long Cơ vai Vương đạo sĩ
- Diệp Chấn Hoa vai Đại sư huynh
- Diệp Dũng vai Nhị sư huynh
- Tôn Đại Long vai Tam sư huynh
- Vương Tuấn Cầm vai Cao Quế Chi
- Trần Hồng Liệt vai Ông Lão Nhi
- Phùng Hiểu Văn vai Hồng Đình
- Trần Bội San vai Tiểu Yến
- Nghệ Uy vai Hoa Hoa Thái Tuế
- Lý Lệ Lê vai Ông Lão Lão
- Phàn Dịch Mẫn vai Thạch Tiểu Anh

### Phần VI (Tập 26–35)
Phần VI (秋月還陽; dịch. "Thu Nguyệt hoàn dương") được chuyển thể từ câu chuyện Ngũ Thu Nguyệt (伍秋月).
- La Gia Lương vai Vương Đỉnh (王鼎)
- Du Tiểu Phàm vai Ngũ Thu Nguyệt (伍秋月)
- Trần Hồng Liệt vai Vương Nãi (王鼐)
- Thiết Mạnh Thu vai Lão Hồ Lô
- Tiết Hán vai Ngộ Minh
- Lý Quốc Lân vai Huyện quan
- Hứa Văn Toàn vai Vương An
- Lâm Ký Hằn vai Liễu Thị
- Trâu Tĩnh vai Xuân Hoa
- Phàn Dịch Mẫn vai Viên Viên Viên
- Trần Vinh Tuấn vai Đồ Lão Nhị
- Lưu Đan vai Ngũ Viên
- Vương Vĩ Lương vai quỷ sai

## Liêu Trai II
Liêu Trai II (聊齋貳) được phát sóng lần đầu trên TVB Jade từ 9 tháng 3 đến 1 tháng 5 1998 và được sản xuất bởi Lau Sze-yu, với tổng cộng 40 tập. 

### Phần I (Tập 1–5)
Phần I: "Lục Phán kỳ đàm" (陸判奇談) được chuyển thể từ câu chuyện Lục Phán (陸判).
- Mạch Trường Thanh vai Chu Nhĩ Đáng (朱爾旦)
- Lương Dĩnh Nhan vai Kiều Nương (嬌娘)
- Trương Tuệ Nghi vai Chương Vân La (章雲蘿)
- Lạc Ứng Quân vai Lục Phán (陸判)
- Lư Khánh Huy vai Lê Tử Kiều (黎子喬)
- Vương Vĩ Lương vai tên trộm (贼)

### Phần II (Tập 6–10)
Phần II (綠野飛仙; dịch. "Lục Dã Phi Tiên") được chuyển thể từ câu chuyện A Anh (阿英).
- Lữ Tụng Hiền vai Cam Ngọc (甘鈺)
- Lương Tiểu Băng vai A Anh (亞英)
- Quảng Văn Tuân vai Tần Cát Điểu (秦吉鳥)
- Quách Chính Hồng vai Lang Văn Hiên (郎文軒)
- Giang Hân Yến vai Yên Chi (胭脂)
- Trần Tiểu Vân vai Liên Hoa Tiên Tử (蓮花仙子)
- Trần Trung Kiên vai Hác Lão Đa (郝老爹)
- Khâu Vạn Thành vai Triệu Đại Sơn (趙大山)
- Ngải Uy vai Ưng Vương (鷹王)
- Quan Tinh vai Sơn Yêu (山妖)
- Tôn Quý Khanh vai Trưởng Lão (長老)

### Phần III (Tập 11–15)
Phần III (鬼母痴兒; dịch. "Quỷ mẫu nuôi con") được chuyển thể từ câu chuyện Tương Quần (湘裙).
- Quách Chính Hồng vai Thạch Vân Đình (石雲庭)
- Tô Ngọc Hoa  vai Tương Quần (湘裙)
- Trần Hạo Dân vai Thạch Thiên Sinh (石天生)
- Trần Ngạn Hành vai Hạ Tuyết (夏雪)
- Trần Địch Khắn vai Thạch Vân Hiên (石雲軒)
- Tô Ân Từ vai vợ của Thạch Vân Hiên
- Trần An Oánh vai Ách Quyên (啞娟)

### Phần IV (Tập 16–20)
Phần IV (陰差陽錯; dịch. "Âm sai dương thác") được chuyển thể từ câu chuyện Vương Lục Lang (王六郎).
- Mạch Trường Thanh vai Vương Lục Lang (王六郎)
- Lưu Ngọc Thúy vai Hứa Đan Phụng (許丹鳳)
- Trần Vinh Tuấn vai Quỷ sai (鬼差)
- Lạc Ứng Quân vai Hứa Bán Tiên (許半仙)
- Hoàng Tiểu Long vai Đỗ Thanh Phong
- Phùng Hiểu Văn vai Phó Minh Nguyệt
- Tôn Ân Minh vai A Phúc
- Lê Tú Anh vai Đại Cấm
- Khâu Vạn Thành vai Hổ Đại Uy
- Lê Hi Tấn vai Thập Nhân
- Quan Tinh vai Hồ Tinh
- Thái Quốc Khánh vai Diêm La Vương
- Trinh Gia Sinh vai Phán Quan

### Phần V (Tập 21–25)
Phần V (花醉紅塵; dịch. "Hoa Túy Hồng Trần") được chuyển thể từ câu chuyện Tân Thập Tứ Nương (辛十四娘).
- Đàm Diệu Văn vai Phùng Thiếu Du
- Lương Tiểu Băng vai Tân Thập Tứ Nương (Mẫu Đơn Hoa Tiên)
- Lí Gia Thanh vai Ong Yêu
- Ngô Mĩ Hành vai Hoa Yêu
- Trần Địch Khắc vai Chú Ba
- Tô Ân Từ vai Thiếm Ba
- Phan Chí Văn vai Trữ Vương
- Trần Vinh Tuấn vai Hạ Chinh
- Mã Tinh Nghi vai Bách Hoa Chủ
- Trần An Oánh vai Công chúa Bách Hoa
- Phùng Hiểu Văn vai Nhất Nương
- Trần Sở Kiều vai Nhị Nương
- Hoàng Khải Thi vai Tam Nương
- Hoàng Nhạ Nghi vai Tứ Nương
- Ngũ Tuệ San vai Ngũ Nương
- Thi Mẫn vai Lục Nương
- Hồng Tinh Nghi vai Thất Nương
- Tô Lệ Minh vai Bát Nương
- Quảng Văn Tuân vai Thập Tam Nương
- Dương Tử Thao vai Sơn Thần
- Lí Lệ Lệ vai Hồ lão
- Lữ Kiếm Quang vai Hoa Thương
- Lăng Hán vai Trương Đại Phu

### Phần VI (Tập 26–30)
Phần VI (隔世追情; dịch. "Cách thế truy tình") được chuyển thể từ câu chuyện Cẩm Sắt (錦瑟).
- Lương Vinh Trung vai Dương Đại Dũng (Hậu nhân Dương Gia Thương)
- Tô Ngọc Hoa vai Tô Cẩm Sắt
- Lí Gia Thanh vai Nhất Đạo Sinh
- Lưu Gia Huy vai Cao Tiệm Nhĩ (Biên Bức Yêu)
- Khang Hoa vai Tiểu Hương
- Ngải Uy vai Trang Thiết Ngưu
- Trần An Oánh vai Kiều Lan
- Mã Đề Lộ vai Cáp Mô
- Ngũ Văn Sinh vai Bích Hổ
- Đái Chí Vệ vai Hỏa Vân Tăng Nhân
- Mã Hải Luân vai Từ Thị
- Dư Mạc Liên vai Phiêu Hồng
- Lôi Dĩnh Di vai Gia Tì

### Phần VII (Tập 31–35)
Phần VII (魅影靈狐; dịch. "Mị ảnh linh hồ") được chuyển thể từ câu chuyện Liên Hương (蓮香).
- Trần Hạo Dân vai Tang Hiểu (桑曉)
- Lưu Ngọc Thúy vai Liên Hương (Hồ yêu)
- Quách Thiểu Vân Lí Thu Dung (Quỷ Dạ Xoa)
- Trần Ngạn Hành vai Miêu A Tú
- Hoàng Tiểu Long vai Ngộ Thông
- Trịnh Gia Sanh vai Hồ Nhất Lang (Hồ yêu)
- Hoa Trung Nam vai Bồ Sinh
- Trần Địch Khắc vai Không
- Tôn Quý Khanh vai Pháp Luân
- Khâu Vạn Thành vai Trương Khôi (Đại Đầu Quỷ)
- Quan Tinh vai Quỷ Vương
- Thiên Luân vai Pháp Vương

### Phần VIII (Tập 36–40)
Phần VIII (斬妖神劍; dịch. "Trảm Yêu Thần Kiếm") được chuyển thể từ câu chuyện Hoa Cô Tử (花姑子).
- Lữ Tụng Hiền vai An Quân Dương
- Trương Tuệ Nghi vai Hoa Cô Tử (Hồ yêu)
- Trịnh Bích Lân vai Lôi Thần
- Lí Lệ Lệ vai Mẹ Hoa Cô Tử
- Quách Thiểu Văn vai Bạch Tinh Tinh (Bạch Xà Tinh)
- Quách Chính Hồng vai Tiền Thất Lưỡng
- Trần Địch Khắc vai Hoa Thiên Tuế
- Tào Tể vai Nhị Hồ Gia
- Ngu Thiên Vĩ vai Tam Hồ Gia
- Hoàng Thành Tưởng vai Tứ Hồ Gia
- Tằng Kiện Minh vai Ngũ Hồ Gia
- Diêu Nhạc Di vai Tiểu Hồ Nữ
- Trần Kiến Quân vai Thiên Đạo Nhân
- Bác Quân vai Xà Vương
- Chu Khải San vai Bích Ngọc
- Chiêu Thạch Văn vai cha Bích Ngọc